# Alvarezsaurus
Alvarezsaurus ("Alvarezov gušter") je rod malenih alvarezsauridnih dinosaura iz perioda kasne krede, prije 86 - 83 milijuna godina; nastanjivao je današnju Argentinu. 
Pronađen je u formaciji Bajo de la Carpa 1987. godine, a naziv mu je 1991. godine dao paleontolog José Bonaparte prema argentinskom povjesničaru Don Gregoriou Alvarezu. Nekoliko fosila pronađeno je i u Mongoliji. Do danas su pronađeni neki kralješci, lopatica, nepotpuna zdjelica, dio donjih ekstremiteta i zubi; lubanja nikada nije pronađena.
Tipična vrsta je A. calvoi. Bio je bazalni član svoje porodice, u koju spadaju i poznatiji rodovi poput Mononykus i Shuvuuia. Alternativno se klasificira i s teropodima i s ranim pticama.

## Opis
Procjenjuje se da je bio dug oko 2 metra, a težio oko 20 kg. Njegova visina iznosila je 1,1 m. Bio je dvonožan, imao je dug rep (koji je činio dvije trećine ukupne dužine tijela), a po strukturi nogu može se zaključiti da je bio odličan trkač. Rep je također bio ukrućen, što je pomagalo u održavanju ravnoteže. Bio je pokriven perjem, osim na zadnjim udovima. Prednji udovi bili su maleni. Vrat je držao u poziciji u kojoj je ličio na slovo S. Smatra se da je bio kukcojed ili mesojed.

## U popularnoj kulturi
Alvarezsaurus je prikazan u televizijskoj seriji Discovery Channel-a Dinosaur Planet, u kojoj spekuliraju da je lovio mlade Saltasauruse, iako oni nisu živjeli u to doba: Alvarezsaurus je oko 5 milijuna godina stariji od Saltasaurusa.

## Vanjske poveznice
- Alverezsaurus na Dinosaur Encyclopedia  Arhivirana inačica izvorne stranice od 22. rujna 2009. (Wayback Machine)
- Natural History Museum, London  Arhivirana inačica izvorne stranice od 25. rujna 2006. (Wayback Machine)